# Adna Romanza Chaffee
Pour les articles homonymes, voir Chaffee.
Adna Romanza Chaffee, Jr. (23 septembre 1884 - 22 août 1941) fut un major-général de l'armée de terre des États-Unis, appelé « le père des forces blindées » pour son rôle dans le développement des troupes de chars dans l'armée américaine.

## Jeunesse
Adna Chaffee, Jr est le fils du général de corps d'armée Adna R. Chaffee, Sr.  Il est né le 23 septembre 1884 à Junction City au Kansas. Il est nommé lieutenant de cavalerie en 1906 après l'obtention de son diplôme de l'académie militaire de West Point. Il a été reconnu comme le « meilleur cavalier de l'armée ».
Il a effectué un stage de perfectionnement en France, à l'École d'application de cavalerie à Saumur, au cours de l'année 1911-1912. Il était affecté à la 3e section de la 2e brigade (commandée par les capitaines Vételay et Nativelle).

## Carrière
Pendant la Première Guerre mondiale, il est chef de bataillon dans le 4e corps de l'American Expeditionary Forces lors de la bataille de Saint-Mihiel, il servira plus tard avec le 3e corps lors de l'offensive Meuse-Argonne.
Après la guerre, il réintègre l'armée régulière avec le rang de capitaine de cavalerie et devient instructeur à l'école militaire de Fort Leavenworth. Pendant les années 1920, il participe au développement des véhicules blindés, il prédit en 1927 que les armées motorisées vont dominer la prochaine guerre. Il participe au premier programme américain de développement d'une force armée blindée. En 1931, il est affecté à la 1re division de cavalerie, il y poursuit le développement et l'expérimentation des troupes blindées, il devient ainsi un des principaux artisans américains de la guerre motorisée.
En 1938, il prend le commandement de la réorganisation du 7e régiment de cavalerie, seule force blindée de l'armée américaine. Chaffee se bat sans cesse pendant les années d'avant-guerre pour obtenir du matériel convenable et pour mettre en place des divisions blindées. Il théorise la formation du Combat command, mis en place après sa mort. Les prédictions de Chaffee, en 1927, sur l'importance des forces blindées lors d'un conflit moderne se confirment lors de la défaite de la France en juin 1940.
Nommé premier commandant de l'Armor Branch (en) créée le 10 juillet 1940, Chaffee meurt du cancer le 22 août 1941 à Boston au Massachusetts.

## Héritage
- Son nom a été donné au char léger M24 Chaffee.
- Le Fort Chaffee en Arkansas, près de Fort Smith, a été nommé en son honneur.